# Damoh (district)
Damoh is een district van de Indiase staat Madhya Pradesh. Het district telt 1.081.909 inwoners (2001) en heeft een oppervlakte van 7306 km².
Hoofdstad: Bhopal
Districten: